# Hundeøjne
Hundeøjne er en dansk kortfilm fra 2005, der er instrueret af Julie Bille efter manuskript af hende selv og Torleif Hoppe.

## Handling
Filmen udspiller sig på en firma-teambuilding-tur til en lille ø. Den stille Iben nærer en dyb hengivenhed for Camilla, der er flyttet til København, har fået job og har en flirt kørende med chefen. Da Iben ved et "tilfælde" ender som deltager på turen, bliver det efterhånden for meget for Camilla.

## Medvirkende
- Frank Thiel - Lars
- Signe Skov - Camilla
- Signe Egholm Olsen - Iben
- Jan Elle
- Henning Valin Jakobsen
- Jesper Milsted
- Pauline Rehné
- Mads Riisom
- Anya Sass